# Спокуса (фільм, 1987)
«Спокуса» (рос. «Соблазн») — радянський фільм режисера В'ячеслава Сорокіна, знятий в 1987 році, молодіжна драма. Фільм присвячений пам'яті Дінари Асанової.

## Сюжет
Старшокласниця Женя, змінивши місце проживання, переходить в іншу школу. У новій школі навчається багато дітей з привілейованих сімей. Там інші звичаї, інші цінності і дівчина не може встояти перед спокусою потрапити до еліти класу. Та ще закохується в самого популярного хлопця. Женя, видаючи себе за іншу, зрадивши матір, змінивши себе, досягає мети, але все виявляється не так…

## У ролях
- Аліса Зикіна —  Женя
- Юній Давидов —  Боря
- Наталія Сорокіна —  Соня
- Сергій Лучников —  Вожжов
- Олена Руфанова —  Валя Жукова
- Ольга Богданова —  Канарейкіна
- Тетяна Григор'єва —  мати Жені
- Олександр Ткаченок —  батько Жені
- Ірина Селезньова —  Марина, нова дружина батька
- Тетяна Шаркова —  Галина Вікторівна
- Наталія Паніна —  Маша

## Знімальна група
- Режисер: В'ячеслав Сорокін
- Автори сценарію: Юрій Клепіков, Валерій Стародубцев
- Оператор: Юрій Воронцов
- Художник: Михайло Журавльов
- Художник по костюмах: Римма Шантур-Шидловська
- У фільмі використано музику: Антоніо Вівальді, Михайла Глінки, Роберта Шумана
- Звукооператор: Леонід Ізаков
- Редактор: Світлана Пономаренко
- Директор картини: Ірина Опракундіна